# Les Aurores montréales
Les Aurores montréales est un recueil de nouvelles de Monique Proulx publié en 1996. Chaque nouvelle du recueil traite d'un aspect relatif aux habitants de Montréal. Il s'agit du quatrième ouvrage de l'auteur.

## Liste des nouvelles du recueil
- Gris et Blanc
- Le Passage
- Jouer avec un chat
- Le Futile et l'Essentiel
- Jaune et Blanc
- Allô
- Les Transports en commun
- Tenue de ville
- Leçon d'histoire
- Rue Sainte-Catherine
- Baby
  - (de) Baby, en: Anders schreibendes Amerika. Literatur aus Québec. dir. Lothar Baier, Pierre Filion. Das Wunderhorn, Heidelberg 2000, pp 119 – 129
- Rose et Blanc
- L'Enfance de l'art
- Léa et Paul, par exemple
- Les femmes sont plus fines que les hommes
- Madame Bovary
- Noir et Blanc
- Dépaysement
- La Classe laborieuse
- Les Aurores montréales
- Oui or No
- Français, Françaises
- Rouge et Blanc
- Ça
- Fucking bourgeois
- Sans domicile fixe
- Blanc